# Fracturation électrohydraulique
La notion de fracturation hydroélectrique, fracturation électrohydraulique ou stimulation par arc électrique, ou PAED) désigne, de manière générale, une famille de procédés techniques (variantes non pyrotechniques de la fracturation hydraulique parfois nommée fracking) visant à disloquer un matériau ou un objet au moyen d'une onde de pression portée par de l'eau ou un fluide incompressible. 
La fracturation du matériau résulte de l'effet de la traversée du substrat ou du matériau par une « onde de pression » générée par une explosion produite dans l'eau. Dans le cas présent, cette explosion est dite « explosion électrique » ou « explosion vapeur ». Cette explosion est induite par une puissante décharge électrique. 
L'onde peut être générée à proximité du matériau à détruire ou à fragmenter. 
Elle peut aussi être produite dans une cavité à l'intérieur de ce matériau, après qu'on y ait introduit deux électrodes immergées dans de l'eau et mises sous très haute tension. 
L'effet destructif peut être renforcé par une répétition de l'explosion. Un « train d'ondes de pression » disloque alors plus efficacement la roche ou divers matériaux durs (ex : du calcul biliaire à des téléphones portables).
Dans un contexte minier et pétrolier, cette décharge à haute tension génère dans la roche (préalablement forée et fracturée et saturée d'eau) une onde acoustique. Cette onde est capable de provoquer des micro-fissures dans la roche ou de la disloquer. 
Des ingénieurs évaluent la possibilité d'adapter cette variante de la fracturation hydraulique aux besoins des forages pétroliers ou gaziers profonds, pour mieux libérer les molécules de pétrole, de gaz ou les condensats de gaz fortement piégés adsorbés dans les matrices rocheuse dures et imperméables profondes (dont le gaz de schiste, de 2,5 à 5 km de profondeur). Cette technique, encore immature pour cet usage, imposerait la présence d'un générateur et de condensateurs de forte puissance en surface au niveau du puits. 
Les impacts environnementaux d'explosion souterraines électriques profondes et répétées ne semblent pas avoir été étudiés ni modélisés.

## Intérêts
C'est une technologies qui permet de se passer d'explosifs chimiques et qui pourrait peut-être contribuer à préparer la démolition de matériaux contaminés, en les pré-disloquant, sans émission de poussière et d'éclats, éventuellement même sous l'eau (avec des risques pour les organismes aquatiques si on est dans le milieu naturel).
Elle a été envisagée par des membres de l'industrie pétrolière et gazière qui s'intéresse à l'exploitation de formations géologiques profondes et/ou peu perméables. Ils espèrent pouvoir maitriser la création de séries dirigées d'explosions électriques qui permettrait de désintégrer ou fissurer et micro-fissurer la roche, jusqu'à des profondeurs de 4 à km dans le cas du gaz de schiste, et à partir de puits verticaux, inclinés ou horizontaux.
La fracturation électrohydraulique pourrait aussi intéresser la géothermie profonde.

## Histoire du concept et de ses premières applications
Selon l'entreprise Halliburton, l'un des leaders mondiaux de la fracturation hydraulique, l'idée de fracturer le sous-sol est dans le contexte pétrolier née du besoin de « stimuler » la productivité de certains forages qui se colmataient ou s'épuisaient rapidement alors qu'on savait que le gisement était encore important. Dès les années 1940, la fracturation sous haute pression hydraulique a ainsi été testée ; avec une première expérimentation en 1947 au Kansas par Halliburton pour le compte d'une compagnie pétrolière et gazière. Quelques décennies plus tard, la fracturation s'avèrera indispensable au fonctionnement des puits de gaz de schiste dont le rendement chute sans cela généralement très rapidement.
Par ailleurs, dans les années 1960-90, alors que le génie électrique progressait (invention des champs électriques pulsés, des chocs électrodynamiques, étude de l'effet couronne, précipitation électrostatique, etc.) d'autres acteurs ou les mêmes testaient l'utilisation de champs électriques créés dans le sol ou sous-sol (à faible profondeur), ou encore dans de l'eau ou dans un fluide aqueux  pour :
- drainer des polluants vers une cathode où on pourrait les récupérer plus facilement (via un champ électrique) ;
- le formage électrohydraulique[6]
- décaper électrostatiquement des peintures[7] ;
- détruire des organismes vivants[8]
- préparer la destruction de structures en béton ou les détruire, là où l'usage de dynamite ou d'autres explosifs posait des problèmes de sécurité ou de demande d'autorisations spéciales[7],[9] ;
- assurer la destruction de roche[10] sans dynamite, avec moins de poussière, d'éclats et de vibrations[7]
- détruire, avec une petite électrode et un choc de moindre intensité des calculs rénaux ou biliaires[11],[12]
- assister le forage de tunnels ;
- détruire certains déchets[13] dont déchets électriques et électroniques[10] ou des stocks de pesticides interdits tels que l'Atrazine [14];

L'idée a alors émergé qu'il serait peut-être possible de combiner l'explosion hydraulique à la fracturation hydraulique pour fracturer des sous-sols abritant du gaz ou du pétrole dissous dans la roche à grande profondeur, afin d'en extraire plus efficacement des hydrocarbures non conventionnels, gaz de schiste notamment.

## Enjeux pour le secteur gaziers et pétroliers
Alors que les gisements conventionnels s'épuisent, la recherche d'hydrocarbures non conventionnels en formations géologiques profondes (c'est-à-dire à 2,5 à 4 voire 5 km) fait de plus en plus appel à la fracturation hydraulique et à divers moyens de stimulation de puits, car à cette profondeur le substrat est insuffisamment poreux pour permettre au gaz naturel et/ou au pétrole de s'écouler dans le substrat jusqu'au puits de forage à une vitesse permettant de rentabiliser le puits par la vente du gaz. C'est notamment le cas pour les schistes profonds. Fracturer des portions très importantes de couches de schiste est pour cette raison une condition nécessaire à l'extraction rentable du gaz qui y est piégé (en très faible quantité par mètre cube de schiste).
La « fracturation hydroélectrique » pourrait peut-être un jour permettre aux opérateurs de puits gaziers ou de pétrole qui utilisent aujourd'hui la fracturation hydraulique de mieux contrôler l'amplitude et la conformation tridimensionnelle des ondes de fracturation, tout en diminuant peut-être leur consommation d'eau et le risque de fuite d'une roche réservoir vers les roches voisines et/ou l'environnement ;
Ce contrôle se ferait :
1. par la modulation l’intensité de l'énergie électrique injectée ;
2. via le contrôle fin (par un moyen encore hypothétique) de la position des électrodes (dans les trois dimensions de l'espace) ;
3. via le contrôle fin de la distance entre électrodes[16], peut-être au moyen de détecteurs acoustiques sophistiqués[17] (capables de déconvolutionner en temps réel les signaux brouillés remontant du fond et déformés par les kilomètres de roche qu'il a traversé) pour localiser à partir de la surface la position précise du point de départ d'explosion électrique (et donc des électrodes), afin de guider des flux d'ondes de chocs chargés de disloquer ou fracturer la roche.

Cette possibilité de contrôle distant est encore hypothétique. Et selon la littérature disponible, cette méthode n'a encore jamais été testée à moyenne ni à grande profondeurs, et il n'existe pas à ce jour de capteurs ou servomoteurs fonctionnant à très grande profondeur en condition de haute pression et haute température (par exemple pour manipuler la distance interélectrode, ou vérifier l'état de ces électrodes).

### État de l'art
La recherche est encore dans ce domaine émergente. 
Hormis quelques travaux théoriques, les seules expériences concrètes de « fracturation hydroélectrique » au service de forages gaziers ou pétroliers semblent contenues dans une thèse de doctorat en génie civil, soutenue en 2010 par Mlle Wen Chen, chercheur en génie civil. Cette thèse inclut un volet théorique, et un volet d'expérimentation en laboratoire. Elle a été accompagnée par le groupe Total qui exploite déjà par des méthodes de forages classiques des pétroles ou gaz situés à grande ou très grande profondeur, y compris en forage offshore. 
Cette thèse a permis - en laboratoire et pour une partie des expériences - d'approcher deux des conditions du forage dit « profond », 
1. ) la pression (ici correspondant à une profondeur d'environ 1 500 m) ;
2. )  le caractère très « imperméables » des roches-réservoir que l'industrie pétrolière veut maintenant exploiter (0,1 microDarcy ou mD[3]).

L'objet général du travail était l'étude de la possibilité de préparer (fracturer) des roches abritant des gisements diffus d'hydrocarbures non conventionnels et/ou de stimuler (également par fracturation) des puits existant (pour y augmenter, et de manière mieux distribuée dans l'espace qu'avec la fracturation hydraulique classique, la perméabilité de la couche de roche à exploiter). Il faut pour cela modifier la microstructure de la roche pour augmenter sa microporosité et sa porosité (pour permettre la désorption et circulation du gaz, ou de condensats de gaz naturel (qui ont besoin d'une porosité plus importante). Le foreur doit cependant trouver un équilibre et - si cela est possible - ne pas trop affaiblir la résistance de la roche afin que les microfissures ne se referment pas trop rapidement.
W. Chen a utilisé comme substitut d'échantillons rocheux réels des cylindres homogènes de mortier dits « éprouvettes ». Ces échantillons étaient de deux sortes ; 1) des cylindres pleins exposés extérieurement à l'onde de choc, et 2°) des cylindres percés (tubulairement) exposés à une explosion interne).
Les échantillons cylindriques ont été exposés dans l'eau à des ondes de compression générées par des chocs « électrohydrauliques ». Ces chocs étaient produits par la décharge de deux électrodes (distantes de 1 cm) et mises sous haute-tension, dans une enceinte renforcée et dans une faradisée. L'outil de production d'arc électrique « dans de l’eau à pression et température ambiante » a été mis au point avec le laboratoire de génie électrique de l'Université de Pau et une société (Effitech) spécialisée dans la production de « fortes puissances électriques pulsées » (FPEP) pour le domaine industriel.
Puis les échantillons tubulaires sont exposés à des chocs électriques internes, « dans la partie centrale (évidée) d'un cylindre creux de mortier confiné verticalement et radialement », dans un dispositif conçu pour reconstituer une pression équivalente à celle qu'on trouverait à 1 500 à 2 000 m de profondeur.
Wen Chen a ainsi pu étudier in vitro  les effets de l'onde de choc sur un mortier simulant une roche-réservoir de type « Tight Gas Reservoirs »). Elle a pu faire varier la distance entre les électrodes et l'éprouvette et mesurer - à échelle fine -les effets de la vitesse de la déformation, en compression et en traction (traction tangentielle dans l'échantillon tubulaire). 
Elle a aussi pu multiplier le nombre de chocs induits et faire varier leur intensité et étudier les conditions de déformation et d'affaiblissement de la résistance du béton, ainsi que de sa perméabilité (mesurée via la porosité du béton au gaz et au mercure). Ces conditions dépendent notamment de la composition du mortier, de sa bonne mise en œuvre et dans tous les cas de la distribution de la taille des pores et la connectivité de ces pores, ainsi que la « tortuosité » des pores, autant de paramètre qui influent sur la perméabilité au gaz du béton (Cf. Loi de Darcy et Méthode de Klinkenberg d'évaluation de la perméabilité du béton,,.
Wen Chen, avec l'aide de divers laboratoires dont le laboratoire de thermodynamique et énergétique des fluides complexes (LFC) a pu s'appuyer sur des modèles viscoélastique, viscoplastique ou modèle 3D anisotrope,,, élastique « endommageable ». Elle a notamment pu utiliser le code EuroPlexus, développé pour le CEA pour étudier des explosions due à la chute d'un corium liquide hors d'un réacteur nucléaire). 
Résultats : Ces tests montrent que « l’endommagement et la perméabilité (de l'échantillon de mortier) évoluent avec l’énergie injectée quel que soit le niveau de confinement » et que « le seuil de la perméabilité en fonction de l’énergie injectée augmente avec le niveau de confinement ». 
Ces tests n'ont cependant porté que sur des « éprouvettes » de quelques centimètres de large, pour certaines maintenues sous pression, mais pas dans les conditions de milieu, de température et de profondeur d'un forage réel. 
Dans sa thèse, l'auteur a par ailleurs fait avancer la connaissance de la résistance interne du béton aux ondes pulsées, qui peut aussi intéresser l'industrie pétrolière et gazière qui l'utilise pour le tubage des puits et pour les bouchons coulés en fin de vie des puits.

### Hypothèses de calcul
W. Chen a pu s'appuyer sur plusieurs thèses et travaux antérieurs, dont :
1. la thèse de JF Dubé (1994)[23] ;
2. la thèse de TV Picande (2001)[20] ;
3. la thèse de Jacques Touya (2003[13]), qui a porté sur la méthode dite du « plasma blasting » ou PBT (Plasma Blasting Technologie, déjà « utilisées pour l’écroutage de matériaux, la destruction de grands ensembles bétonnés ou le perçage de galeries » ou dans un cas la destruction expérimentale de certains déchets[13]).

L'idée de base est que la production de puissantes décharges électriques dans de l'eau instillée dans une roche profonde, pourrait générer des « ondes acoustiques de pression associées » susceptible de fracturer une roche dure et imperméable.

### Principes techniques
Si les condensateurs de puissance, les kilomètres de câbles reliant la surface au fond de puits et les conditions au point de l'électrode le permettent (les condenseurs doivent délivrer des dizaines à centaines de kilovolts pour désintégrer la roche entre les deux électrodes judicieusement positionnées), la « restitution rapide de fortes énergies électriques stockées dans les condensateurs » peut être convertie en onde de choc (« Blast ») pouvant dans de bonnes conditions atteindre des centaines de mégaPascals, soit une plage de « vitesse de la déformation en compression » comparable à celle que l'on mesure dans la gamme des explosions (blasts), des tremblements de terre, des collisions d'avion ou de explosion d'un missile sur une cible dure, dans l'échelle proposée par Riisgaard, mais c'est ici l'eau qui remplace l'explosif traditionnel.
Touya a montré que la force de l'onde de pression « dépend directement de l'énergie électrique EB disponible au moment du claquage et en aucun cas de l’énergie initiale stockée »), et ces décharges électriques peuvent être répétées en séries.
Ces décharges constitueraient alors un « système pulsé » rendu plus efficace par la succession des pulsations, dont l'effet serait en quelque sorte comparable à celui d'un « grand marteau piqueur virtuel et distant », introduit au sein même de la roche, sans pièces mécaniques ; le marteau étant ici remplacé par l'onde sonique (ou « claquage » subsoniques libérant plusieurs milliers de bars en quelques dizaines de nanosecondes). L'onde ainsi générée pourrait être « déportées » par l'eau (si de l'eau a été injectée là où il faut, ou est déjà présente dans la roche à la quantité et aux endroits désirés) ;
Juste après la mise sous tension, le court-circuit se produit. Dans un premier temps, une très courte perte d'énergie se produit, dite « phase de pré-décharge ». Durant moins de 180μs (mesure faite en laboratoire par W. Chen, mais l'eau profonde, chargée de sels peut être très conductive, ce qui influe sur la qualité de la décharge électrique,), elle correspondant à une diffusion des électrons dans le milieu ; La brève chute de tension est alors de 25 % environ. 

Puis  « un canal d’arc est créé entre les électrodes. L’expansion du canal d'arc génère des ondes de pression qui se propagent dans le liquide jusqu’au matériau à traiter » ; L'arc électrique fait en quelque sorte « exploser » l'eau, avec surgissement d'un « plasma » accompagné de la formation quasi instantanée d'une grande quantité de bulles de gaz (vapeur d'eau bouillante et peut-être oxygène et hydrogène issus du craquage de l'eau). 
La décharge électrique va se propager en un éclair d'une électrode à l'autre (plus les électrodes sont éloignées, plus la tension doit être élevée) ; Si le milieu est aqueux, cette décharge forme une onde de pression hydraulique qui va se déporter plus ou moins loin (selon sa force et selon la résistance opposée par la roche). Mais ces chocs pourraient en partie poser les mêmes problèmes que ceux induits par les explosifs chimiques et la pression de la fracturation hydraulique, notamment dans un matériau moins homogène que le mortier utilisé par W. Chen (2010) pour sa thèse.

### Autres alternatives à la fracturation uniquement hydraulique
Depuis le début des années 2000 au moins, plusieurs techniques alternatives sont recherchées par les industriels à la fracturation hydraulique simple ou « classique » qui est localement interdite (en France par exemple depuis 2011 pour l'exploitation du gaz ou le pétrole), et ailleurs de plus en plus controversée,,, en particulier pour la consommation d'eau qu'elle engendre, et la quantité d'énergie, de sable et d'intrants chimiques qu'elle mobilise et les risques de pollution ou fuites associés et ses contributions directes et indirectes aux émissions de gaz à effet de serre.
Ces solutions, à ce jour peu nombreuses visent essentiellement à remplacer l'eau par un autre fluide.  Elles sont souvent encore expérimentales et parfois non exemptes de risques.
Bien qu'elle en soit l'une des variantes, la fracturation hydro-électrique est l'une des solutions parfois évoquées . Elle permettrait peut-être, si l'on disposait de la puissance électrique disponible et d'une bonne maitrise du positionnement à distance des électrodes la stimulation de puits (de pétrole, de condensats de gaz) en cours de colmatage au moyen d'un arc électrique. Elle pourrait néanmoins nécessiter l'emploi d'eau mais en plus faibles quantités pour la diffusion des proppants. 
Dans l'avenir, d'autres solutions pourraient être :
- La mousse d'eau et d'azote[37], testées en condition réelle par l'administration américaine de l'énergie[38] dans les années 1970, dans un gisement de  schistes du dévonien (Devonian Shale) dans l'Ohio, aux États-Unis[39]. Cette méthode aurait alors donné des résultats significativement meilleurs que la fracturation hydraulique conventionnelle (meilleure fracturation et stimulation plus rapidement efficace selon le rapport concluant la première expérience officielle)[39], mais elle n'a peu été suivie ; Selon un industriel qui utilise cette méthode (à 8500 psi de pression), elle permet en outre jusqu'à 50 % d'eau en moins et une meilleure diffusion des proppants tout en pompant moins.
- la fracturation pneumatique, qui consiste à injecter de l'air à forte pression ;
- la fracturation exothermique non hydraulique (ou fracturation sèche)[40], inventée pour les forages en région arctiques où l'eau gèle et se fige trop rapidement. Cette méthode n’utilise ni eau, ni explosifs, ni acides, ni solvants, mais de l'hélium chaud. Les propriétés de ce gaz inerte et très peu soluble dans l'eau permettent de se passer de tout autre produit : injecté à l'état liquide, l'hélium passe au stade gazeux grâce à la chaleur naturelle du sous-sol, le changement de volume permet de fracturer la roche. Elle est expérimentée par la société Chimera Energy Corp au Mexique, dans le gisement Chicontepec.
- la fracturation au CO2 ; avec ce gaz injecté sous forme supercritique dans la roche[41], avec le risque d'accélération de la dissolution des roches et par suite d'infiltrations à partir des couches voisines, supérieures ou inférieures[42].
- la fracturation au gel de propane ; elle est testée depuis 2011 par la société canadienne Gasfrac[43], et au propane pur (sans additifs chimiques) par la société Ecorpstim[44].

### Incertitudes, limites et difficultés
Hormis la désorption chimique, posant a priori de grands risques de pollution, toutes les « alternatives physiques » proposées à la fragmentation hydraulique sont basées sur le froid (azote liquide + eau) ou sur le chauffage brutal très brusque de la roche, et/ou sur la propagation d'une onde de choc. Il s'agit dans tous les cas d'augmenter les contraintes internes du susbtrat minéral afin d'y forcer brutalement le fluage et favoriser des éclatements. La fracturation est induite par la pression et/ou par un important gradient thermiques sur une faible distance (dans la zone du « court-circuit » et par l'onde de choc portée au-delà dans le cas de l'électro-fracturation) ; 
De nombreuses inconnues techniques, environnementales, économiques, socioéconomiques et écotoxicologiques persistent à ce jour :
- Selon les modèles disponibles (2012), un « chargement dynamique (via la décharge électrohydraulique d'un arc ou PAED) génère un réseau de microfissures plus homogène que celui généré par un chargement statique. Les microfissures peuvent se propager pendant le déchargement de contraintes de compression »[3]. La fracturation électrohydraulique semble donc, au moins à échelle pouvoir présenter un intérêt potentiel pour le forage, mais n'a été concrétisée et testée que par Wen Chen  et à échelle centimétrique, alors que les pétroliers voudraient drainer des milliers de kilomètres cubes de roche-réservoir ; Les tests de W. Chenont été faits « dans un bac de 500 litres, rempli d’eau du robinet »[3]. Cette eau était « à température ambiante »[3], et avec une « conductivité moyenne σ = 220 μS/cm) »[3] alors qu'en profondeur cette eau est souvent acide, corrosive, entartrante et très chargée de sels minéraux et métalliques. Le forage remonte environ 100 g de sel par litre d'eau des profondeurs où l'on veut exploiter le gaz de schiste ou la géothermie profonde, et Total est dans le réservoir d'Elgin confronté à 5 530 mètres[45] sous la mer du Nord à une pression de 1 100 bars et à des teneurs en sel dissous d'environ 300 000 mg par litre (plus de 8,5 fois plus de sel que dans l'eau de mer), qui ont contribué à un entartrage ayant bloqué une vanne de sécurité[46] puis détruit une tête de puits qui ont causé l'accident d'Elgin (Blowout du 25 mars 2012). 
L'auteur a testé de très petits volumes (11x22 cm[3]) de mortier, d'une nature non représentatives de la variété minéralogique et géostructurelle des roches-réservoir rencontrées entre 1 500 m et 5 000 m ; Un des tests faits par W. Chen a été fait sous pression (correspondant à 1500 à 2 000 m de profondeur[3]), mais le gaz de schiste est recherché jusqu'à 3 000 m et plus [17]). Ce travail était une première approche, non encore représentative des conditions géotechniques profondes des champs pétroliers ou gaziers dits à haute pression et haute température (HP / HT), aux eaux brûlantes (souvent plus de 200 °C et jusqu'à 350 °C en condition actuelle d'exploitation), très minéralisées et chargée de métaux, et parfois en condition de risque sismique, dont en Mer du Nord où une dizaine de petits tremblements de terre sont enregistrés chaque année[47]).
- La fracturation électrohydraulique pourrait-elle à cette profondeur réduire le risque de « micro-séismes induits » ? 
L'opérateur pourra-t-il vraiment, à plusieurs kilomètres de distance en surface précisément contrôler la position des électrodes. Et s'il le pourrait, les contraintes naturelles de la roche (pressions, litages, présence de failles, faillettes, hétérogénéités géologiques, etc.) n'interfèreront-elles pas avec les flux plusés d'ondes de choc générées par les électrodes[48].
- Les modèles ont beaucoup progressé, mais pour le chef de forage et ses assistants, une part importante du travail est encore empririque, même près de la surface où les risques pour les nappes superficielles sont importants[49]. Cela est encore plus vrai à grande profondeur où les lois d'échelle et les régimes de propagation sont modifiés, et où les contexte géologiques sont variés et moins connus, et parfois déjà modifiés par d'autres forages ou la répétition d'opérations de fracking ; La fracturation hydraulique classique est largement pratiquée aux États-Unis depuis 2004, mais le conducteur du forage conduit encore son opération empiriquement, au vu des mesures de pressions du fluide (boue de forage) et des informations et analyses qu'il tire de l'observation du fluide remontant du puits ; Les  équations mathématiques ne sont pas encore capables de décrire la réalité tridimensionnelle complexe des processus de fracturation en profondeur[50]. En 2013, Total explique sur des pages consacrées au gaz de schiste que « Pour améliorer les techniques de production, il faut pouvoir traduire par imagerie le comportement de la roche pendant et après, la fracturation. Total a développé des outils de modélisation en 2D des réseaux de fractures, mais ils ne suffisent pas à obtenir une connaissance fine des réactions de la roche. Pour être au plus près de la réalité, c'est en trois dimensions qu'il faut désormais modéliser la propagation des fissures »[17].
- La fracturation électrohydraulique ne résout pas le problème des risques et dangers de fuites de gaz à moyen et long terme (durant l'exploitation et après fermeture des puits, notamment après quelques décennies ou siècles, et en cas de séisme) ; 
Elle ne pourrait que peut-être diminuer le besoin d'injecter des proppants afin d'empêcher que les fissures ne se referment, et n'atténue pas le besoin de stimulations successives des puits.
- La balance coûts-avantages est encore à évaluer : Comme le souligne Wen Chen (2010), un avantage de la fracturation électro-hydraulique est l'« absence de fumées néfastes et de produits polluants émis par l'explosif chimique »[3] et peut-être meilleure maîtrise du concassage in situ de la couche[3], mais on n'a pas encore étudié les effets géochimiques immédiats et différés d'un arc électrique et de son plasma in situ, dans une roche profonde naturellement plus riche en mercure, plomb, arsenic, radionucléides et (dans ce cas) de composés organiques et organométalliques qu'en surface. Tout arc électrique rayonne dans tout le spectre visible et au-delà dans l'ultraviolet et la gamme des rayons X. Il est ici confiné et associé à un puissant champ électrique qui peut dissocier des molécules organiques, induire des réactions de photolyse, catalyse, oxydation et de réduction (mises en évidence en laboratoire)[14]. En plus de faciliter la désorption d'hydrocarbures, il pourrait aussi faciliter la désorption et la circulation d'ions indésirables (métaux lourds, radionucléides) susceptibles d'interagir entre eux et avec des radicaux libres et les hydrocarbures ; Dans cet environnement riche en molécules organiques complexes, la répétition en grand nombre de tels éclairs électriques pourrait peut-être générer une quantité significative des contaminants d'autant plus facilement remontés en surface avec le gaz ou le pétrole que le fracking électrohydraulique aura accru la perméabilité de la roche. D'éventuels effets du "plasma" induit dans cet environnement extrême[51] (haute pression, vapeurs d'hydrocarbures, hydrogène issu du craquage de l'eau, température de 100 à 200 °C, voire plus) ne semblent pas avoir été évalués.
- Il s'agit toujours d'exploiter des énergies fossiles, en consommant de plus en plus d'énergie, de matériaux, de temps et d'intrants pour un rapport moindre par unité d'investissement, avec des risques de fuites de gaz, ce qui met en cause la « soutenabilité » de ce type d'exploitation au regard du développement durable. Les puits sont très producteurs au début, mais peu durables (peu de gaz dans les réservoirs, stimulations nécessaires) et parfois soumis aux effets de « coning », c'est-à-dire d'ennoiement du puits par l'eau qui profite aussi de la fracturation pour mieux circuler[52](en se polluant éventuellement au passage), ce qui rend le puits obsolète en quelques années. Les exploitants des champs gaziers ou pétroliers ont ainsi aux États-Unis été contraints en quelques années de cribler de vastes paysages de dizaines à centaines voire milliers de derricks puis de « têtes de puits »[35].
- La fracturation électrohydraulique nécessite enfin un moyen local de production d'électricité sous haute tension. Ce moyen (batteries de condensateurs haute-tension, connecteurs, isolateurs, etc.) doit être sécurisé car utilisé en condition de chantier et en contexte pétrolier et/ou gazier et susceptible d'être exposé à l'eau ou à des vapeurs inflammables ou explosives ; la quantité d'électricité et les moyens nécessaires pour passer à l'échelle d'une exploitation industrielle de véritables gisements impliquerait des couts, des risques, des matériels et des savoirs et savoir-faire supplémentaires est encore à évaluer.